# Willys-Knight

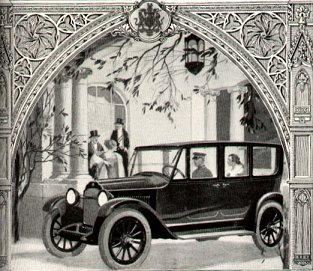
Willys-Knight (Zeitschriftenwerbung von 1920)

Willys-Knight war eine US-amerikanische Pkw-Marke, unter der von 1914 bis 1933 verschiedene Automobile von Willys in Toledo (Ohio) hergestellt wurden.

## Beschreibung
John North Willys kaufte 1913 die Edwards Motor Car Company auf Long Island (New York) und verlegte ihre Aktivitäten nach Elyria (Ohio), wo Willys ein Werk besaß, in dem vormals die Garford-Automobile gebaut wurden. Die Produktion begann mit einem Vierzylindermodell, das etwa 2.500 US$ kostete. Die Willys-Knight hatten Schiebermotoren, hauptsächlich als Vier- und Sechszylinder. 1915 zog Willys die Fertigung nach Toledo (Ohio) um, stellte in Elyria aber weiterhin Motoren her. 1917 führte Willys-Knight einen V8-Schiebermotor ein, der bis 1920 gebaut wurde.
Ab 1922 baute Willys-Knight ungefähr 50.000 Autos im Jahr. Willys kaufte ebenfalls Stearns-Knight in Cleveland (Ohio), die auch Schiebermotoren verbauten, und machte die Marke zu einem Kronjuwel seines wachsenden Automobilimperiums. Die Herstellung der Willys-Knight-Automobile endete im November 1932 (Modelljahr 1933), als Willys-Overland sich im Vergleichsverfahren befand und aufhörte, teure Wagen herzustellen, und sich stattdessen auf die Produktion des billigen, aber robusten Willys 77 konzentrierte.

## Modelle

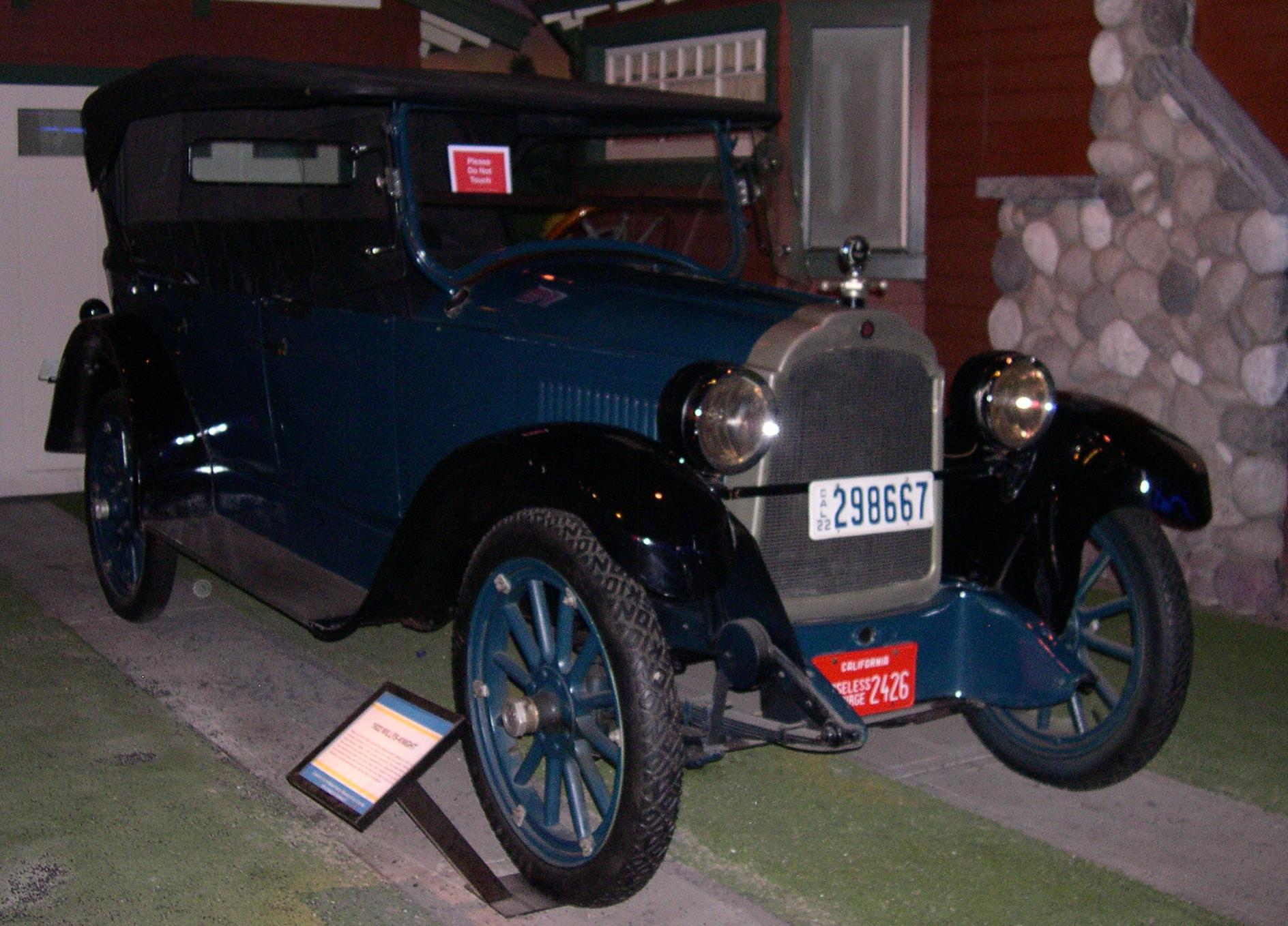
Willys-Knight Modell 20 (1922)

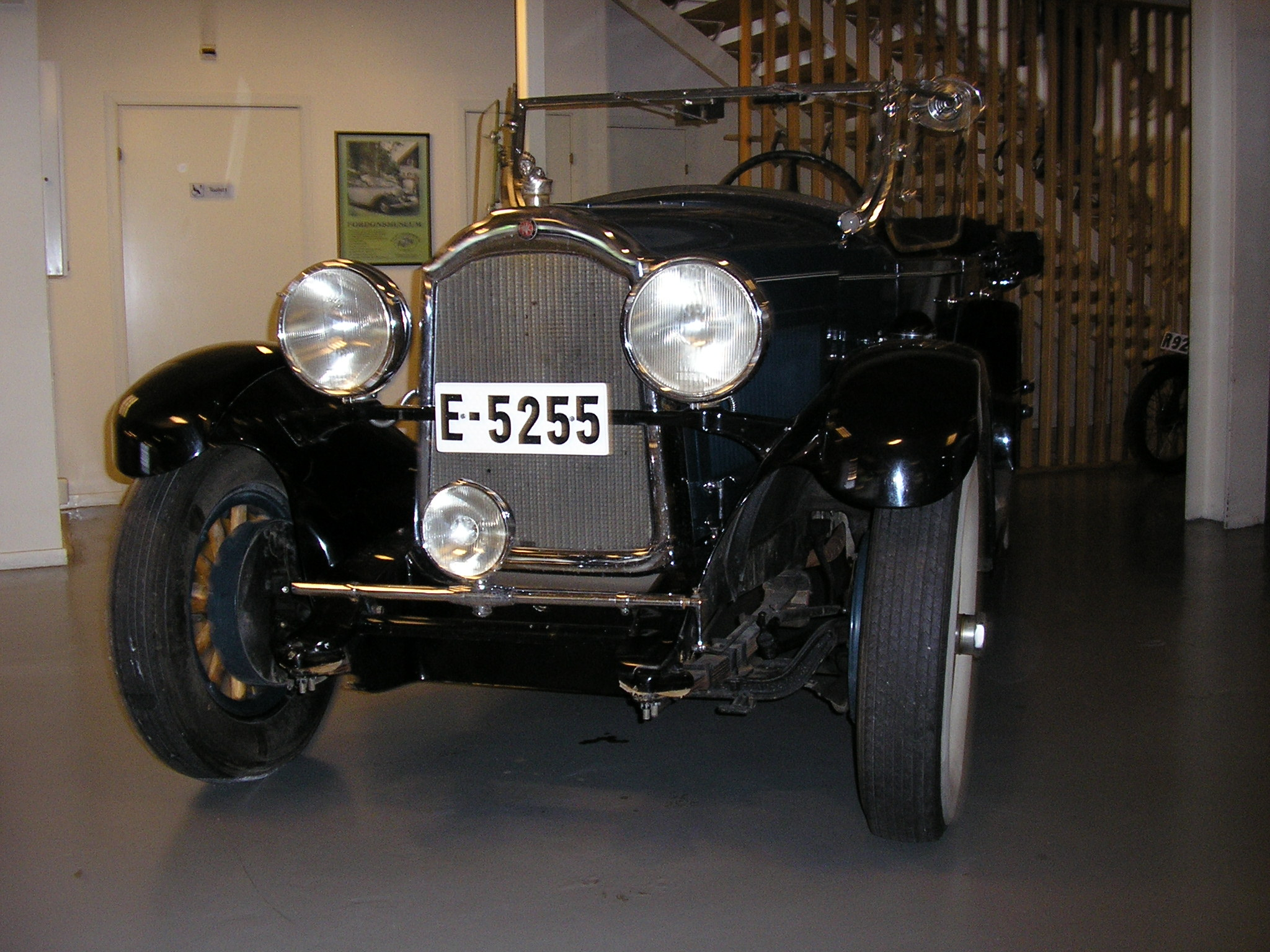
Willys-Knight Modell 70A (1928)

| Modell    | Bauzeitraum | Zylinder | Leistung       | Radstand          |
| --------- | ----------- | -------- | -------------- | ----------------- |
| K 17      | 1915        | 4 Zyl.   | 45 bhp (33 kW) |                   |
| K 19      | 1915        | 4 Zyl.   | 45 bhp (33 kW) | 3048 mm           |
| 4 Zyl.    | 1916        | 4 Zyl.   | 40 bhp (29 kW) | 2896 mm           |
| 6 Zyl.    | 1916        | 6 Zyl.   | 45 bhp (33 kW) |                   |
| 88-4      | 1917–1919   | 4 Zyl.   | 40 bhp (29 kW) | 2896 mm           |
| 88-6      | 1917        | 6 Zyl.   | 45 bhp (33 kW) | 3175 mm           |
| 88-8      | 1917–1920   | 8 Zyl.   | 65 bhp (48 kW) | 3175 mm           |
| 20        | 1920–1922   | 4 Zyl.   | 48 bhp (35 kW) | 2997 mm           |
| 27        | 1922        | 4 Zyl.   |                |                   |
| 64        | 1923–1924   | 4 Zyl.   | 40 bhp (33 kW) | 2997 mm           |
| 67        | 1923–1924   | 4 Zyl.   | 40 bhp (29 kW) | 3150 mm           |
| 65        | 1925        | 4 Zyl.   | 40 bhp (29 kW) | 3150 mm           |
| 66        | 1925–1926   | 6 Zyl.   | 60 bhp (44 kW) | 3200 mm           |
| 70        | 1926        | 6 Zyl.   | 53 bhp (39 kW) | 2870 mm           |
| 66 A      | 1927–1929   | 6 Zyl.   | 70 bhp (51 kW) | 3200 mm / 3429 mm |
| 70 A      | 1927–1929   | 6 Zyl.   | 53 bhp (39 kW) | 2883 mm           |
| 56        | 1928–1929   | 6 Zyl.   | 45 bhp (33 kW) | 2781 mm           |
| 70 B      | 1929–1930   | 6 Zyl.   | 53 bhp (39 kW) | 2858 mm           |
| 66 B      | 1930        | 6 Zyl.   | 87 bhp (64 kW) | 3048 mm           |
| 6-87      | 1930        | 6 Zyl.   | 45 bhp (33 kW) | 2781 mm           |
| 66 D      | 1931–1932   | 6 Zyl.   | 87 bhp (64 kW) | 3073 mm           |
| 95 Deluxe | 1932        | 6 Zyl.   | 60 bhp (44 kW) | 2870 mm           |
| 66 E      | 1933        | 6 Zyl.   | 87 bhp (64 kW) | 3073 mm           |